# سعید حمرانی
سعید حمرانی (عربی: سعيد حمراني؛ زادهٔ ۲۶ فوریهٔ ۱۹۶۲) بازیکن فوتبال اهل الجزایر بود.
وی همچنین در تیم ملی فوتبال الجزایر بازی کرده‌است.